# مدرسة كوبنهاغن (ثيولوجيا)
مدرسة كوبنهاغن للدرسات الكتابية (The Copenhagen School) أو المدرسة المعتدلة (minimalist school) هي مدرسة للتفسير الكتابي نشأت عن النقد العالي تؤكد أن الكتاب المقدس يمكن قراءته وتحليله كمجموعة قصص وليس كوصف تاريخي دقيق لأحداث قبل تاريخية في الشرق الأوسط.